# PRIDE Grand Prix 2000 Opening Round
PRIDE Grand Prix 2000 Opening Round fut un championnat de divers martiaux organisés au Tokyo Dome par le PRIDE.

## Combats
1 Wanderlei Silva VS Bob Schrijber Submission (Rear Naked Choke) 1 2:42
2 Gary Goodridge VS Osamu Tachihikari Submission (Forearm Choke) 1 00:51
3 Akira Shoji VS Ebenezer Fontes Braga Decision (Unanimous) 1 15:00
4 Kazuyuki Fujita VS Hans Nijman Submission (Scarf Hold) 1 2:48
5 Kazushi Sakuraba VS Guy Mezger TKO (Retirement) 1 15:00
6 Mark Coleman VS Masaaki Satake Submission (Neck Crank) 1 1:14
7 Igor Vovchanchyn VS Alexander Otsuka Decision (Unanimous) 1 15:00
8 Mark Kerr VS Enson Inoue Decision (Unanimous) 1 15:00
9 Royce Gracie VS Nobuhiko Takada Decision (Unanimous) 1 15:00